# Championnat du monde junior de hockey sur glace 1976
Navigation
Championnat du monde junior 1975 Championnat du monde junior 1977
Le Championnat du monde junior de hockey sur glace 1976 est la troisième édition d'un tournoi non officiel de hockey sur glace junior disputé du 26 décembre 1975 au 1er janvier 1976 à Turku, Tampere, Pori et Rauma, en Finlande. Cinq équipes y prennent part : le Canada, représenté par les Castors de Sherbrooke de la Ligue de hockey junior majeur du Québec, la Finlande, la Suède, la Tchécoslovaquie et l'Union soviétique. Les soviétiques s'imposent pour la troisième année finissant en tête du classement devant le Canada et la Tchécoslovaquie.
À partir de la saison suivante, la Fédération internationale de hockey sur glace organise son propre championnat du monde junior.

## Résultats
|  | Finlande | 1-4 (1-1, 0-2, 0-1) | Canada |  |

|  | Union soviétique | 3-2 (0-2, 2-0, 1-0) | Tchécoslovaquie |  |

|  | Suède | 17-1 (3-1, 9-0, 5-0) | Canada |  |

|  | Suède | 2-5 (2-2, 0-2, 0-1) | Union soviétique |  |

|  | Finlande | 0-2 (0-1, 0-0, 0-1) | Tchécoslovaquie |  |

|  | Finlande | 4-6 (0-4, 0-0, 4-2) | Union soviétique |  |

|  | Canada | 5-4 (0-1, 1-2, 4-1) | Tchécoslovaquie |  |

|  | Tchécoslovaquie | 4-2 (3-0, 0-2, 1-0) | Suède |  |

|  | Finlande | 7-2 (2-0, 1-2, 4-0) | Suède |  |

|  | Union soviétique | 5-2 (1-0, 1-0, 3-2) | Canada |  |

| Clt   | Équipe           | PJ | V | D | N | BP | BC | Diff | Pts |
| ----- | ---------------- | -- | - | - | - | -- | -- | ---- | --- |
| +001, | Union soviétique | 4  | 4 | 0 | 0 | 19 | 10 | +9   | 8   |
| +002, | Canada           | 4  | 2 | 2 | 0 | 12 | 27 | -15  | 4   |
| +003, | Tchécoslovaquie  | 4  | 2 | 2 | 0 | 12 | 10 | +2   | 4   |
| +004, | Finlande         | 4  | 1 | 3 | 0 | 12 | 14 | -2   | 2   |
| +005, | Suède            | 4  | 1 | 3 | 0 | 23 | 17 | +6   | 3   |

- Vainqueur du Championnat du monde junior 1976

## Honneurs individuels
- Meilleur gardien de but : Sergueï Babariko (Union soviétique)
- Meilleur défenseur : Vassili Pervoukhine (Union soviétique)
- Meilleur attaquant : Valeri Ievstifeïev (Union soviétique)

- Équipe type :

| Gardien | Pavol Švárny (Tchécoslovaquie)         | Pavol Švárny (Tchécoslovaquie)         | Pavol Švárny (Tchécoslovaquie)         | Pavol Švárny (Tchécoslovaquie) | Pavol Švárny (Tchécoslovaquie)        | Pavol Švárny (Tchécoslovaquie)        |
| Défense | Vassili Pervoukhine (Union soviétique) | Vassili Pervoukhine (Union soviétique) | Vassili Pervoukhine (Union soviétique) | Björn Johansson (Suède)        | Björn Johansson (Suède)               | Björn Johansson (Suède)               |
| Attaque | Peter Marsh (Canada)                   | Peter Marsh (Canada)                   | Karel Holý (Tchécoslovaquie)           | Karel Holý (Tchécoslovaquie)   | Valeri Ievstifeïev (Union soviétique) | Valeri Ievstifeïev (Union soviétique) |

## Statistiques individuelles
| Joueur             | PJ | B | A | Pts |
| ------------------ | -- | - | - | --- |
| Valeri Ievstifeïev | 4  | 4 | 4 | 8   |
| Karel Holý         |    | 5 | 2 | 7   |
| Valeri Braguine    |    | 4 | 2 | 6   |
| Sergueï Podgortsev |    | 2 | 4 | 6   |
| Matti Forss        | 4  | 4 | 1 | 5   |
| Björn Johansson    | 4  | 3 | 2 | 5   |
| Jozef Lukác        |    | 2 | 3 | 5   |
| Peter Marsh        | 4  | 4 | 0 | 4   |
| Thomas Gradin      | 4  | 3 | 1 | 4   |
| Hannu Helander     | 4  | 3 | 1 | 4   |
| Anders Håkansson   | 4  | 3 | 1 | 4   |